# ウォーリアーズの登場猫一覧
ウォーリアーズの登場猫一覧（ウォーリアーズのとうじょうねこいちらん）は、エリン・ハンターの小説『ウォーリアーズ』に登場する猫の一覧。

## サンダー族
下生えのある森で暮らしている部族

### 「ファイヤポー、野生にかえる」の登場人物
ブルースター（ブルーキット→ブルーポー→ブルーファー→ブルースター）
青色の目をした、鼻面に白い毛が混じる、青みがかった灰色の雌猫。
サンダー族族長。
ラスティー（後のファイヤスター）の能力を見抜き、サンダー族に招いた。
名前の意味は「青い星」
母親はムーンフラワー。父親はストームテイル。妹はスノウファー。
オークハートとの間に、ミスティフット、ストーンファー、モスキットを授かる。3匹の子猫たちの父親代わりはスラッシュペルトという雄猫に任せていた。
副長になるために、二匹の子供をオークハートの属しているリヴァー族に引き渡した。（モスキットは渡しに行く途中で凍えて死んでしまった）
賢く優しい族長だったが、タイガークロー(後のタイガースター)の裏切りで心を病んでしまい、ホワイトストームとファイヤハート以外の猫を信じなくなってしまう。また、スター族までも信じなくなってしまう。
犬が攻めてきたとき、ファイヤハートの身代わりになり命を落とす。
最後の最後に再び部族とスター族を信じる心を取り戻した。
ファイヤスターに九つの命のうちひとつを与えた
弟子はファイヤハート
レッドテイル（レッドキット→レッドポー→レッドテイル）
三毛の雄猫。
サンダー族の副長。
母親はスウィフトブリーズ。父親はアダーファング。兄妹はスポッティドリーフ、レパードフット、ウィロウペルト、パッチペルト。
指導者はハーフテイル。
弟子はマウスファー、ダストペルト（ダストペルトは自身が死んでしまったためダークストライプが指導した。）
名前の意味は「赤いしっぽ」
小柄で、力は弱いが敏捷で頭が良かった。また、それを活かした戦い方をしていた。
サニングロックスをかけた戦いで勝った後、サンダー族を裏切ったタイガークローに殺され、タイガークローが副長になるために利用された(実際はライオンハートが副長になった)
族長になる儀式中にすべてを暴いたファイヤスターに一つ命を与え、感謝の意を示した
ライオンハート（ライオンキット→ライオンポー→ライオンハート）
緑色の目をした、全身金色のとら柄の雄猫。首周りに厚い毛皮がある。
弟子はグレーストライプ　一時期はタイガースターとともにファイヤポーの指導も行っていた。
元サンダー族副長
名前の意味は「ライオン心」
フロストファーの間にシンダーペルト、ブラクンファー、ブライトハート、ソーンクロー。
子猫を奪いに来たシャドウ族と戦った傷によって、命を落とす
ファイヤスターに命を与えた
レッドテイルのあとに副長になるが、シャドウ族との戦いで死んでしまう。
タイガースター(タイガーキット→タイガーポー→タイガークロー→タイガースター)
父親はパインスター。母親はレパードフット。名前の意味は「トラ星」。兄妹はナイトキットとミストキット。
ゴールデンフラワーとの間にブランブルクロー、トーニーペルトを授かる。また、サーシャとの間にホークフロスト、モスウィングを授かる。
指導者はティスルクロー。弟子はダークストライプ、レイヴンポー。一時期はライオンハートとともにファイヤポーの指導も行っていた。
サンダー族の族長になるために、レッドテイルの殺害や族長のブルースターを殺すために様々な悪事を働いた。
悪事を働いている事がファイヤハートにバレたため、追放されることになる。
裏切り行為により、ブルースターに大きなショックをあたえ、また、サンダー族に犬を誘き寄せたり、サンダー族の猫を殺したため、恐れられるようになる。
病気で弱っていたシャドウ族に入り、病死したナイトスターの後任としてシャドウ族の族長となる。
その後、サンダー族に対して復讐しようとした。
また、森を支配しようと企みスカージ率いるブラッド族と手を組み、サンダー属を復習しようとしたが失敗に終わりスカージに殺される。
死んだ後もファイヤスターとサンダー族を滅ぼすため、息子のホークフロストと共にブランブルクロー、ジェイポー(後のジェイフェザー戦士見習い時)やライオンブレイズ、アイヴィーポー(後のアイヴィープール)の夢に現れ指示を出す。
暗黒の森との戦いで魂も死ぬ。
ファイヤスター（ラスティー→ファイヤポー→ファイヤハート→ファイヤスター）
緑の目で炎の色の毛をした雄猫。
母親はナツメグ。父親はジェーク。兄妹はプリンセス、ルナ、トミー、フィール。
子供はサンドストームとの間にスクワーレルフライトとリーフプールを授かる。
初恋の猫はスポッティドリーフ。
サンダー族の族長。
族長になる前からスター族からのお告げを受けていた。
名前の意味は「火の星」
元飼い猫で、ブルースターに招かれてサンダー族に仲間入りした。
飼い猫だったときの名前はラスティー
グレーストライプの親友
弟子はシンダーペルトとクラウドテイルとブランブルクロー（シンダーペルトは事故で途中から看護猫になった）
指導者はブルースター
暗黒の森との戦いの後、雷がファイヤスターの隣の木に落ち、焼けて亡くなる
グレーストライプ（グレーキット→グレーポー→グレーストライプ）
琥珀色の目をした毛足の長い灰色の雄猫。
指導者はライオンハート。弟子はブラクンファー。
母親はウィロウペルト。父親は明かされていない。異母兄弟はソーレルテイル、スートファー、レインウィスカー、ダークストライプ。
子供はシルヴァーストリームとの間にフェザーテイルとストームファー。
二匹の子供のために一時期リヴァー族の一員となっていた。
ミリーとの間にブラッサムフォール、バンブルストライプ、ブライアーライトを授かる。
元サンダー族副長。
ファイヤスターの親友。
部族大移動の前に二本足にさらわれ、ミリーをつれて戻ってきた。
ブランブルクローが不在の間、副長を務める。
名前の意味は「灰色の縞」

ブリンドルフェイス（ブリンドルキット→ブリンドルポー→ブリンドルフェイス）
ぶちの雌猫
ホワイトストームの間にアッシュファー、ファーンクラウド、サンドストーム、チューリップキット、エルダーキットの母親
クラウドテイルの育て親
タイガースターの残虐な行為により、犬に食い殺され命を落とす
ファイヤスターに命を与えた
ダークストライプ（ダークキット→ダークポー→ダークストライプ）
つややかな黒色と灰色の縞柄の雄猫。
指導者はタイガークロー。弟子はダストペルトとファーンクラウドとロングテイル
母親はウィロウペルト。父親は明かされていない。異母兄弟はソーレルテイル、スートファー、レインウィスカー、グレーストライプ。
名前の意味は「黒い縞」
タイガークローの取り巻きで、タイガースター率いるトラ族に入ったが、タイガースターが死亡。のちにブラッド族に仲間入りする。　ソーレルキットを毒殺しようとし、サンダー族から追放される。
ブラッド族との戦いでグレーストライプに殺される。
ダストペルト（ダストキット→ダストポー→ダストペルト）
こげ茶色の縞柄のとら柄の雄猫。
指導者はレッドテイルだったが、レッドテイルが死んだ後はダークストライプが引き継いだ。
名前の意味は「土毛皮」
アッシュファーとスクワーレルフライトの指導者
サンドストームと同時期に見習いだった。
子供はファーンクラウドとの間にスパイダーレッグ、バーチフォール、アイスクラウド、フォックスリープ
(他の子供、ラーチキット、ホリーキット、シュルーポーは死んだ）
サンドストーム（サンドキット→サンドポー→サンドストーム）
淡いショウガ色のかすかな茶色の縞柄の雌猫。
両親は明かされていない
はじめのうちはファイヤポーに反抗的な態度を取っていた。
子供はファイヤスターとの間にスクワーレルフライトとリーフプール。
指導者はホワイトストーム。弟子はソーレルテイルとハニーファーン
名前の意味は「砂嵐」
ダプルテイル（ダプルキット→ダプルポー→ダプルテイル）
三毛の雌猫。鼻の周りが灰色。
長老猫。
名前の意味は「まだらしっぽ」
〈二本足〉に汚染されたウサギを食べて死亡。
ファーンクラウド（ファーンキット→ファーンポー→ファーンクラウド）
ブリンドルフェイスの子で、兄はアッシュファー
ダストペルトとの間に、スパイダーレッグ、バーチフォール、アイスクラウド、フォックスリープ
(他の子供、ラーチキット、ホリーキット、シュルーポーは死んだ）
名前の意味は「シダ雲」
暗黒の森との戦いでブロークンスターに殺される。
フロストファー
紺色の目をした白色の雌猫
名前の意味は「霜の毛」
子供はライオンハートとの間にシンダーペルト、ブラクンファー、ブライトハート、ソーンクロー
ゴールデンフラワー（ゴールデンキット→ゴールデンポー→ゴールデンフラワー）
ショウガ色の雌猫。
名前の意味は「黄金花」
タイガークローとの間に、ブランブルクロー、トーニーペルト。スウィフトポーの母親でもある
ハーフテイル
こげ茶色のまだらな毛模様の雄猫。
長老猫。
名前の意味は「半分しっぽ」
アナグマに食いちぎられてしっぽが根元の部分しか残っていないために、木にのぼれなくなってしまった。そのせいで「半分しっぽ」という名前になった。
ロングテイル
母親はロビンウィング。父親はパッチペルト。異父兄弟はスウィフトポー。
指導者はダークストライプ。弟子はスウィフトポー(途中で死んでしまったため、最後まで指導できなかった)、ファーンクラウド(部族を裏切ったダークストライプの指導を引き継いだ)。
名前の意味は「長いしっぽ」。
ダストペルトと歳があまり変わらないが、ウサギに目を引っ掻かれ全盲になり、戦士を引退した。しかし、その他の感覚を使い、周りのことはだいたい把握している。
サンダー族に来たばかりのファイヤスターと戦い、耳を引き裂かれてから、ファイヤスターを嫌っていた。
タイガースターに味方をしていたが、もともとは戦士のおきてに忠実で、臆病な猫。そのためタイガースターに部族を裏切るように誘われたときは断った
のちにファイヤスターと仲良くなる
倒木の事故で亡くなる
マウスファー（マウスキット→マウスポー→マウスファー）
くすんだ茶色の小柄な雌猫。
名前の意味は「ネズミの毛」
弟子はソーンクロー、スパイダーレッグ
指導者はレッドテイル。
暗黒の森との戦いで亡くなる。
ワンアイ
淡い灰色の雌猫。
長老猫。
名前の意味は「片目」
片目がくもっていて見えない。
パッチペルト
白黒ぶちの長老猫。
ゴールデンフラワーとの間にスウィフトポー。ロビンウィングとの間にロングテイル。
名前の意味は「まだら毛皮」
ラニングウィンド（ラニングキット→ラニングポー→ラニングウィンド）
とら柄の猫
タイガークロー率いる浮浪猫集団に襲われ、命を落とす
名前の意味は「流れる風」
スペックルテイル
ぶちの雌猫。
名前の意味は「点尻尾」
子供はスノウキット
スモールイヤー
灰色の雄猫。
長老猫
弟子はレッドテイル
名前の意味は「小さい耳」
ローズテイル（ローズキット→ローズポー→ローズテイル）
長老猫。
兄弟はティスルクロー。他一匹
名前の意味は「薔薇のしっぽ」
名前をスノウキット（ファー）によって名付けられた。
保育部屋の子猫を守ろうとしてブラックフット(後のブラックスター)に立ち向かい、殺された。
スポッティドリーフ（スポッティドキット→スポッティドポー→スポッティドリーフ）
琥珀色の目をした、琥珀色と茶色の混ざりあった複雑な色合い、美しく黒っぽい三毛の雌猫。
母親はスウィフトブリーズ。父親はアダーファング。兄妹はレッドテイル、ウィロウペルト、レパードフット、パッチペルト。
指導者は戦士の時はスラッシュペルト、看護猫の時はフェザーウィスカー。
元サンダー族の看護猫
名前の意味は「まだら葉」
ファイヤスターの初恋の相手
クローフェイスに殺されてしまう
暗黒の森との戦いで魂も死んでしまう。
ファイヤスターに命を与えた
ホワイトストーム（ホワイトキット→ホワイトポー→ホワイトストーム）
日に焼けた砂の色のような黄色の目をした、白色の雄猫。
母親はスノウファー。父親はティスルクロー。
子供はウィロウペルトとの間にレインウィスカ―、スートファー、ソーレルテイル。ブリンドルフェイスとの間にはファーンクラウド、アッシュファー、エルダーキット、チューリップキット。
弟子はサンドストーム、ブライトハート。
名前の意味は「白い嵐」
ブラッド族との戦いでボウンに殺される。
死ぬ直前にグレーストライプを副長に指名する。
ウィロウペルト（ウィロウキット→ウィロウポー→ウィロウペルト）
灰色の雌猫。
名前の意味は「ヤナギの毛」
子供はホワイトストームとの間に、レインウィスカ―、スートファー、ソーレルテイル。他の子供はダークストライプ、グレーストライプ。（2匹とも父親が明かされていない）
アナグマから当時見習いのスートポー（スートファー）を守ってアナグマに殺されてしまう。
イェローファング
明るいオレンジ色の目をした、暗い灰色の長く乱れた毛の雌猫。
両親はブラクンフットとブライトフラワー
姉妹はロウワンベリー、マリーゴールドキット、
兄弟はナットウィスカー、ミントキット
ラギットスターとの間にブロークンテイル、ホープキット、ウィッシュキット
弟子はラニングノウズ、シンダーペルト。
元シャドウ族の看護猫。
シャドウ族の看護猫だったが、ブロークンスターに濡れ衣をきせられ一族を追放された。
サンダー族に捕虜として捕まったが、子猫を二度救い、亡くなったスポッティドリーフのあとを継いだ。
名前の意味は「黄色い牙」
火事で命を落とす
ファイヤスターに命を与えた
もとは戦士だったらしい
エルダーキット
ホワイトストームとブリンドルフェイスの子供。
名前の意味は「ニワトコの子猫」。
生まれてすぐに死んでしまう。

### 「ファイヤポー、戦士になる」の登場人物
シンダーペルト（シンダーキット→シンダーポー→シンダーペルト）
深い青色の目をした、暗い灰色の雌猫。
指導者は、見習い戦士のときがファイヤスター、見習い看護猫のときがイェローファング。
見習いのとき怪物にひかれてしまい、足に障害が残る。
アナグマが攻めてきたとき命を落とす。フロストファーとライオンハートの子供で、兄妹はブラクンファー、ソーンクロー、ブライトハート
弟子はリーフプール
名前の意味は「消し炭色の毛皮」
ブラクンファー（ブラクンキット→ブラクンポー→ブラクンファー）
金茶色の雄猫。
指導者はグレーストライプ。
子供はソーレルテイルとの間にポピーフロスト、ハニーファーン、シンダーハート、モウルポー、リリーキット、シードキットがいる。
モウルポーはグリーンコフで死んだ。
フロストファーとライオンハートの子供で、兄妹はシンダーペルト、ソーンクロー、ブライトハート
名前の意味は｢ワラビ毛｣
弟子だったトーニーポーは自主的に父のいたシャドウ族へ行ってしまった
クラウドテイル（クラウドキット→クラウドポー→クラウドテイル）
毛足の長い、白い雄猫。
指導者はファイヤスター。
子供はブライトハートとの間にホワイトウィング、アンバーキット、スノウキット、デューキット。
ファイヤスターの甥で、戦士の掟になかなかなじめなかった。
一度「二本足」に連れ去られる
名前の意味は「雲尻尾」
ファイヤスターの姉の飼い猫プリンセスの息子
ブリンドルフェイスの養子
弟子はシンダーハート。
スウィフトポー（スウィフトキット→スウィフトポー）
母親はゴールデンフラワー。父親はパッチペルト。異父兄弟はブランブルクロー、トーニーペルト、ロングテイル。
指導者はロングテイル。
名前の意味は「すばやい足」
戦士猫に昇格出来る程成長したものの、ブルースターがサンダー族に対して不信感を持ったために戦士猫に昇格出来なかった。
戦士猫になるためにブライトハートとサンダー族付近を徘徊していた犬を倒そうと試みるも失敗に終わり人生を終える。
ファイヤスターに命を与えた
ブロークンテイル（ブロークンキット→ブロークンポー→ブロークンテイル→ブロークンスター→ブロークンテイル）
とら柄の雄猫。毛足が長い。
イェローファングとラギッドスターの子供。指導者や弟子は不明。
名前の意味は「壊れたしっぽ」
姉が二匹いたがどちらもすぐに死んだ。
イェローファングが看護猫だったためリザードストライプに育てられた。
野望に導かれ、父親で族長のラギッドスターを殺し族長となる。三ヶ月の子猫を見習いにし、六ヶ月で戦士に仕立て上げた。当然、かなりの猫が死んでしまった。
また、ナイトスターら長老を追い出したが、逆にサンダー族と協力した長老たちにブラックフットたちとシャドウ族から追い出され、浮浪猫になる。
サンダー族を仲間と襲ったがイェローファングに目を引っかかれ全盲になる。
タイガースター(当時タイガークロー)と協力し、浮浪猫の仲間とともにまたサンダー族を襲ったが、タイガースターは失敗。自身も最後の命となった。
しかし、その直後にイェローファングに死のベリーを食べさせられ、最後の命もすぐに終えた。
その後はタイガースターたちと同じくスター族のもとへは行ってない。
一時期サンダー族の捕虜だった

### 「ファイヤハートの戦い」の登場人物
アッシュファー（アッシュキット→アッシュポー→アッシュファー）
藍色の目をした、濃い斑点のある淡い灰色の雄猫。
弟子はバーチフォールとライオンブレイズ。
名前の意味は「灰毛」
父親はホワイトストーム、母親はブリンドルフェイス、妹はファーンクラウド
ホークフロストと協力して、ファイヤスターの命を一つ奪った。
スクワーレルフライトが好きだった
自身の好意に応えてくれないスクワーレルフライトを憎み、ライオンブレイズ、ホリーリーフ、ジェイフェザーを殺そうとする
指導者はダストペルト
ホリーリーフに殺される
チューリップキット
ホワイトストームとブリンドルフェイスの子供。
グリーンコフで死んでしまう。

### 「ファイヤハートの挑戦」の登場人物
ブライトハート（ブライトキット→ブライトポー→ロストフェイス→ブライトハート）
ショウガ色の斑点のある白い雌猫。
子供はクラウドテイルとの間にホワイトウィング。
途中まではジェイフェザーの指導者だった。
名前の意味は「明るい心」
スウィフトポーと共に、犬退治をしようとして、顔の半分に傷を負う。
そのとき心を病んでいたブルースターにロストフェイス(顔なし)と名付けられてしまう。
クラウドテイルの協力により、普通の戦士猫ににも劣らなくなるほど回復
その後ファイヤスターにブライトハートと名付けられる。
ソーンクロー（ソーンキット→ソーンポー→ソーンクロー）
金茶色のとら柄の雄猫
名前の意味は「とげ爪」
指導者はマウスファー
弟子はポピーフロストとブライアーライト
ブランブルスター（ブランブルキット→ブランブルポー→ブランブルクロー→ブランブルスター）
タイガースターとゴールデンフラワーの子ども。姉はトーニーペルト。異父兄弟はスウィフトポー、異母兄弟はホークフロスト、モスウィング。
指導者はファイヤスター。
弟子はベリーノウズ
名前の意味は「イバラのかぎ爪」
タイガースターが部族を裏切り、容姿が似ていたため子どものころから辛い目線を浴びており、悩んでいる時期もあった。
2期ではスター族の命をうけ、スクワーレルフライト、トーニーペルト、クロウフェザー、フェザーテイル、ストームファーと共にミッドナイトの元へ旅する。
ミッドナイトから予言を受け取った後はラッシングウォーター一門のもとでシャープトゥースを倒すために協力せざるを得なくなる。
シャープトゥースを倒したもののフェザーテイルが亡くなり、残りの5匹で旅を終えることになる。
その後、全部族で新しい住み処を探して旅に出る。
新しい住処に落ち着いた後にサンドストームと共にファイヤスターを説得し新しい副長となる。
タイガースターから夢で、ホークフロストにも湖岸でファイヤスターを殺しサンダー族の族長になれと命じられるが実行に移さずサンダー族に忠誠を示した。ホークフロストはこのときブランブルスターに事故により殺される
前副長のグレーストライプが戻ってきたものの引き続き副長を引き継ぐことになった。
暗黒の森との戦いで、ファイヤスターが亡くなり族長になった

### 「ファイヤハートの危機」の登場人物
スノウキット
スペックルテイルの最後の子
白い体に青い目
耳が聞こえなかったため、タカにさらわれる

### 「ファイヤハートの旅立ち」の登場人物
レインウィスカー（レインキット→レインポー→レインウィスカー）
母親はウィロウペルト。父親はホワイトストーム。兄妹はソーレルテイル、スートファー。
名前の意味は「雨の髭」。
嵐で倒れてきた木の下敷きになり、亡くなる
スートファー（スートキット→スートポー→スートファー）
母親はウィロウペルト。父親はホワイトストーム。兄妹はソーレルテイル、レインウィスカー。
1度アナグマに殺されそうになるが、母親のウィロウペルトが庇い助かったがウィロウペルトはアナグマに殺されてしまう。
アナグマと戦い、亡くなる
ソーレルテイル（ソーレルキット→ソーレルポー→ソーレルテイル）
琥珀色の目をした、三毛柄と白の雌猫。
名前の意味は「栗色しっぽ」
サンドストームの弟子
リーフプールの親友
子猫の頃に、ダークストライプとブラックフット(後のブラックスター)の密会を見てしまい、ダークストライプに殺されそうになる（死のベリーを食べさせられる）が、シンダーペルトの適切な処置により一命を取り留める。その後の証言で、ブラックフットが悪かったことを証明する。
ブラクンファーとの間に、ポピーフロスト、ハニーファーン、シンダーハート、モウルポー

### 「真夜中に」の登場人物
リーフプール（リーフキット→リーフポー→リーフプール）
琥珀色の目をした、薄茶色の雌猫。
看護猫だがクロウフェザーと恋に落ち、一時的にサンダー族を離れるが、ミッドナイトに一族の危機を予言され一族に戻る。
ファイヤスターとサンドストームとの子供で、姉妹はスクワーレルフライト。
指導者はシンダーペルトで、弟子はホリーリーフ（途中で変更）とジェイフェザー。
サンダー族の看護猫。
弟子に対しては少し厳しい。
名前の意味は「葉の池」
リヴァー族の看護猫、モスウィングの弟子のウィロウシャインにスター族について指導もした。
ライオンブレイズ、ホリーリーフ、ジェイフェザーの本当の母親。
スクワーレルフライト（スクワーレルキット→スクワーレルポー→スクワーレルフライト）
緑色の目をした、濃いショウガ色の雌猫。
名前の意味は「飛ぶリス」
ファイヤスターとサンドストームの子供で、姉妹はリーフプール。
二期ではブランブルクローたちと共に、太陽の溺れる場所へと旅をする。
ブランブルクローとの子だと偽って(ライオンブレイズ、ホリーリーフ、ジェイフェザー)を育てるが、本当はリーフプールとクロウフェザーのこども。
ブランブルスターに副長に指名される。
ホワイトウィング（ホワイトキット→ホワイトポー→ホワイトウィング）
ブラクンファーの弟子
名前の意味は「白い翼」。
クラウドテイルとブライトハートの娘
バーチフォールとの間にダウウィング、アイヴィープール。
バーチフォール（バーチキット→バーチポー→バーチフォール）
薄茶色のとら柄の雄猫
ダストペルトとファーンクラウドの子供。スパイダーレッグは兄、アイスクラウドとフォックスリープは妹と弟にあたる。
その他の一緒に生まれた兄弟（ラーチキット、ホリーキット）は部族大移動の前になくなる
名前の意味は「落ちたカバノキ」
指導者はアッシュファー
二本足に壊された昔の森の生活を知っている最年少の猫。大移動前に兄弟二匹を亡くした。
ホワイトウィングとの間にダウウィング、アイヴィープール。
スパイダーレッグ（スパイダーキット→スパイダーポー→スパイダーレッグ）
バーチフォールの兄で、ダストペルトとファーンクラウドの息子
マウスファーの弟子
名前の意味は「蜘蛛足」
ラーチキット
バーチフォールの兄弟
名前の意味は「カラマツ子猫」。
大移動前に亡くなる
ホリーキット
バーチフォールの兄妹
大移動前に亡くなる

### 「夕暮れ」の登場人物
デイジー
毛足の長いクリーム色の雌猫。
子供は、スモーキーとの間にベリーノウズとヘーゼルテイルとマウスウィスカー、スパイダーレッグとの間にローズペタルとトードステップがいる。
牧場に住んでいたが、二本足に子供たちと引き離されそうになり、逃げてきた。
その後、サンダー族で母猫として暮らす。
ベリーノウズ（ベリーキット→ベリーポー→ベリーノウズ)
デイジーとスモーキーの間の子供。兄弟がヘーゼルテイル、マウスウィスカー
指導者はブランブルクロー
もとはハニーファーンを愛していたが、ハニーファーンが蛇に噛まれてなくなる。
ポピーフロストとの間にチェリーキット、モウルキット
小さい頃、狐取りの罠にかかって尻尾が短くなってしまい、「ベリースタンピーテイル（尻尾の短いベリー）」と名付けられないか心配していた。
ヘーゼルテイル(ヘーゼルキット→ヘーゼルポー→ヘーゼルテイル)
デイジーとスモーキーの間の子供。兄弟がベリーノウズとマウスウィスカー
名前の意味は「ハシバミしっぽ」。
指導者はダストペルト
弟子はブラッサムフォール
ハニーファーン(ハニーキット→ハニーポー→ハニーファーン)
名前の意味は、「はちみつのかかったシダ」
ブラクンファーとソーレルテイルの子供。
兄弟がシンダーハート、モウルキット、ポピーフロスト。
指導者はサンドストーム
ベリーノウズと恋に落ちていたが、ヘビに噛まれて亡くなる
モウルポー（モウルキット→モウルポー)
ブラクンファーとソーレルテイルの子供。兄弟がハニーファーン、シンダーハート、ポピーフロスト。
名前の意味は「モグラの足」。
グリーンコフで死んだ。
マウスウィスカー(マウスキット→マウスポー→マウスウィスカー)
灰色と白色の雌猫
名前の意味は「ネズミのひげ」
デイジーとスモーキーの間の子供。兄弟はヘーゼルテイルとベリーノウズ
指導者はスパイダーレッグ
弟子はバンブルストライプ
ポピーフロスト(ポピーキット→ポピーポー→ポピーフロスト)
三毛柄の雌猫
名前の意味は「霜におおわれたケシ」
ブラクンファーとソーレルテイルの子供。兄弟がハニーファーン、モウルポー、シンダーハート。
ベリーノウズとの間にチェリーキット、モウルキット
シンダーハート(シンダーキット→シンダーポー→シンダーハート)
灰色の雌猫
名前の意味は「消し炭色の心」
シンダーペルトの夢だった、戦士の道を歩むために生まれ変わってきた。
起きている間はシンダーペルトの記憶はない。
時々薬草に詳しくなったり、昔のすみかを知っていたりと、前世の記憶を発揮する。
シンダーペルトの生まれ変わりと知っているのはリーフプールとジェイフェザーのみだった。
ブラクンファーとソーレルテイルの子供。兄弟がハニーファーン、モウルポー、ポピーフロスト。
指導者はクラウドテイル。

### 「見えるもの」の登場人物
ライオンブレイズ(ライオンキット→ライオンポー→ライオンブレイズ)
琥珀色の目をした、黄金色のトラ柄の雄猫。
名前の意味は「ライオン炎」
兄弟はホリーリーフ、ジェイフェザー
指導者はアッシュファー
戦いで絶対に怪我をしないという星の力を持つ
スクワーレルフライトとブランブルクローの子供だと思われていたが、本当はクロウフェザーとリーフプールの子供。
ホリーリーフ(ホリーキット→ホリーポー→ホリーリーフ)
緑色の目をした、黒い雌猫。
名前の意味は「モチノキの葉」
兄弟はライオンブレイズ、ジェイフェザー
指導者は最初はリーフプール、次がブラクンファー
スクワーレルフライトとブランブルクローの子供だと思われていたが、本当はクロウフェザーとリーフプールの子供。
アッシュファーを殺してしまう
星の力を持ってると思われてたが実は持ってなかったため、現実に耐えきれず洞窟に逃げ込み、死んだと思われたが戻ってきた
暗黒の森との戦いで亡くなる
ジェイフェザー（ジェイキット→ジェイポー→ジェイフェザー）
青い目をした、灰色の縞柄の雄猫。目が見えていない。
名前の意味は「カケスの羽」
指導者は最初はブライトハート、次がリーフプール。
目が見えない分嗅覚などのほかの能力が鋭い。
他の猫の夢に入ったり、瀕死の猫を呼び戻したりすることができる。
兄弟はライオンブレイズ、ホリーリーフ
星の力を持つ
ブランブルクローとスクワーレルフライトの子供だと思われていたが、本当はクロウフェザーとリーフプールの子供。
ミリー
銀色のとら柄の小柄な雌猫。
元飼い猫。
グレーストライプが連れてきた
グレーストライプの連れ合いで、バンブルストライプ、ブラッサムフォール、ブライアーライトの母親
アイスクラウド(アイスキット→アイスポー→アイスクラウド)
青い目の白い雌猫
名前の意味は「氷の雲」
ダストペルトとファーンクラウドの子供。
兄弟はスパイダーレッグ、シュルーポー、ラーチキット、ホリーキット、バーチフォール、フォックスリープ
指導者はホワイトウィング
フォックスリープ(フォックスキット→フォックスポー→フォックスリープ)
赤とらの雄猫
名前の意味は「はねるキツネ」
ダストペルトとファーンクラウドの子供。
兄弟はスパイダーレッグ、シュルーポー、ラーチキット、ホリーキット、バーチフォール、アイスクラウド
指導者はスクワーレルフライト

### 「日食」の登場人物
トードステップ(トードキット→トードポー→トードステップ)
白黒の雄猫
名前の意味は「ヒキガエルの歩み」
スパイダーレッグとデイジーの子ども
指導者はクラウドテイル
ローズペタル(ローズキット→ローズポー→ローズペタル)
濃いクリーム色の雌猫
名前の意味は「バラの花びら」
スパイダーレッグとデイジーの子ども
指導者はスクワーレルフライト
バンブルストライプ(バンブルキット→バンブルポー→バンブルストライプ)
濃い灰色に黒色の縞のある雄猫
グレーストライプとミリーの子ども
ダヴウィングのことが好き
名前の意味は「マルハナバチの縞」
兄弟はブライアーライト、ブラッサムフォール
指導者はマウスウィスカー
ブライアーライト(ブライアーキット→ブライアーポー→ブライアーライト)
焦げ茶色の雌猫
グレーストライプとミリーの子ども
兄弟はバンブルストライプ、ブラッサムフォール
名前の意味は「野薔薇の光」
倒木の事故で後足が使えなくなってしまう。
しかし、ジェイフェザーの的確な治療とリハビリによって、移動はできるようになったが、今も看護部屋でジェイフェザーの仕事を手伝っている。
指導者はソーンクロー
ブラッサムフォール(ブラッサムキット→ブラッサムポー→ブラッサムフォール)
白地に三毛柄の雌猫
グレーストライプとミリーの子ども
兄弟はバンブルストライプ、ブライアーライト
名前の意味は「花が落ちる」
指導者はヘーゼルテイル

### 「予言の猫」の登場人物
アイヴィープール(アイヴィーキット→アイヴィーポー→アイヴィープール)
名前の意味は「ツタの池」
銀色と白の縞柄の雌猫。
バーチフォールとホワイトウィングの子ども。
姉妹はダヴウィング。
夢でタイガースターたちに会っていてシャドウ族と戦いを起こすよう指示された。
指導者はシンダーハート
ダヴウィング(ダヴキット→ダウポー→ダヴウィング)
灰色の雌猫。
名前の意味は「ハトの翼」
バーチフォールとホワイトウィングの子ども。
姉妹はアイヴィープール。
星の力を持つ
他の猫より、聴覚、嗅覚、視覚が優れている
指導者はライオンブレイズ

### 「消えゆく鼓動」の登場人物
モウルキット
ポピーフロストとベリーノウズの子ども。
チェリーキットの兄。
チェリーキット
ポピーフロストとベリーノウズの子ども
モウルキットの妹

### その他
ティスルクロー（ティスルキット→ティスルポー→ティスルクロー）
サンダー族の元戦士。ファイヤスターがサンダー族に入る前に戦死。
母親はポピードーン。父親はウィンドフライト。兄妹はローズテイル、スイートポー。異母兄弟はトーニースポッツ、ダプルテイル、スラッシュペルト。
連れ合いはスノウファー。子供はホワイトストーム。弟子はタイガースター。
名前の意味は「アザミ爪」
名前をブルーキット（スター）によって名付けられた。
タイガースターが影響を受けた猫の一匹。
副長の候補になるほど有能な戦士だったが、戦いでことをおさめようとするため性格からブルースターに危険視され、ブルースターが副長になり(そのかわりブルースターは子供を失った)ずっと普通の戦士だった
リヴァー族のパトロール隊に襲撃を仕掛け、返り討ちに合い死亡
トーニースポッツ（トーニーキット→トーニーポー→トーニースポッツ）
ブルースターの前に副長を務めていた。
母親はレインファー。父親はウィンドフライト。兄妹はスラッシュペルト、ダプルテイル。異母兄弟はローズテイル、ティスルクロー、スイートポー。
指導者は明かされていない。
弟子はローズテイル。
スノウファー（スノウキット→スノウポー→スノウファー）
ファイヤスターがサンダー族に入る前に車に轢かれ死亡。
母親はムーンフラワー。父親はストームテイル。姉妹はブルースター
連れ合いはティスルクローで、子供はホワイトストーム。

## リヴァー族
泳ぎがうまく、川の近くで暮らしている部族
クルキッドスター（ストームキット→クルキッドキット→クルキッドポー→クルキッドジャウ→クルキッドスター）
緑の目をした、明るいとら柄の雄猫。
子猫の時に顎を怪我し、顎が歪んでいる。
顎がゆがむ前はストームキットという名前だった。
母親はレインフラワー。父親はシェルハート。兄弟はオークハート。
リヴァー族の族長。
名前の意味は「曲がり星」
つれあいはウィロウブリーズ。娘はシルヴァーストリーム、ウィロウキット、ミノウキット。（ウィロウブリーズとウィロウキットとミノウキットはグリーンコフで死んでしまった）
オークハート
琥珀色の目をした、赤茶色の雄猫。
リヴァー族の元副長。
名前の意味は「オーク色の心」
母親はレインフラワー。父親はシェルハート。兄妹はクルキッドスター。
ブルースターとの間に、ストーンファー、ミスティスター、モスキット
岩に押しつぶされて死亡
モスウィング（モスキット→モスポー→モスウィング）
リヴァー族の看護猫。看護猫になる前に戦士になる訓練もしていた。
指導者は看護猫のときはマッドファー。戦士のときはミスティスター。弟子はウィロウシャイン、フロストポー。
タイガースターと浮浪猫のサーシャの娘。
兄妹はホークフロスト、テッドポール。
ブランブルクローとトーニーペルトの腹違いの妹
名前の意味は「蛾の羽」
タイガースターの娘だが、野望などはまったくない。
浮浪猫の母親(サーシャ)から生まれたため、看護猫になることをまわりから反対されたが、看護部屋の前に蛾の羽〈モスウィング〉が落ちていたことが、スター族のお告げとみなされ、看護猫になることを許された。実際は、看護猫を味方につけると昇進するのに有利になると思ったホークフロストがわざと置いたもの。そのことをホークフロストが死ぬまで気に病んでいた。
スター族を信じていないため、スター族からのお告げを受けることが出来ない。そのためリーフプールや弟子のウィロウシャインがかわりにお告げを受けている。
ホークフロスト（ホークキット→ホークポー→ホークフロスト）
名前の意味は「タカ霜」
父親はタイガースター。母親はサーシャ。兄妹はモスウィング、テッドポール
ブランブルクローとトーニーペルトの腹違いの弟。
アッシュファーと協力し、ファイヤスターの命を一つ奪った。
タイガースターの野心を受け継いでいて、ブランブルクローと共にファイヤスターを殺し、部族を支配しようとするがあえなく失敗。事故によりブランブルクローに殺される。
レパードスター（レパードキット→レパードポー→レパードファー→レパードスター）
名前の意味は「ヒョウ星」
クルキッドスターの後任の族長
琥珀色の目をした、珍しい黄金の毛に斑点模様がある
オークハートの後任の副長
シャドウ族と共に「トラ族」を作るが、ファイヤスターとトールスターの率いるライオン族に加勢し、ブラット族と戦った。
ミスティスター（ミスティキット→ミスティポー→ミスティフット→ミスティスター）
名前の意味は「かすみ星」。
青い目をした、青みがかった灰色の雌猫。
ブルースターとオークハートの娘。
兄妹はストーンファー、モスキット。
レパードスターの後任の族長。
ホークフロストと敵対していた。
弟子はフェザーテイル、ダプルポー。
四匹の子供がいる
シルヴァーストリーム（シルヴァーキット→シルヴァーポー→シルヴァーストリーム）
緑の目をした、銀色の縞のある美しい雌猫
名前の意味は「銀色の小川」
母親はウィロウブリーズ。父親はクルキッドスター。兄妹はウィロウキット、ミノウキット。（母親と2匹ともグリーンコフですぐに死んでしまう。）
サンダー族のグレーストライプとの間に、フェザーテイル、ストームファー
一族に秘密でサンダー族のグレーストライプと付き合っていた
グレーストライプとの子供の出産時、出血多量で亡くなる
ファイヤスターに命を与える
ストーンファー（ストーンキット→ストーンポー→ストーンファー）
名前の意味は「石の毛」
青い目をした、青みがかった灰色の雄猫
ブルースターとオークハートの息子。
兄妹はミスティスター、モスキット。
リヴァー族の副長だった。
弟子はストームファー
当時見習いだったストームファーとフェザーテイルを守るため、ダークストライプと戦い、ブラックフット(後のブラックスター)に殺される。
モスペルト（モスキット→モスポー→モスペルト）
青い目をした三毛の雌猫
子供はウィロウシャイン
名前の意味は「苔毛皮」
フェザーテイルとストームファーを育てた。
弟子はペブルポー
リードウィスカ―（リードキット→リードポー→リードウィスカ―）
形のいい小さな耳をした黒い雄猫
ミスティスターに仕える副長。
川で溺れかかったときに、サンダー族のリーフプールに助けてもらった（当時は見習いだった）
弟子はパウンスポー
名前の意味は「アシヒゲ」
ドーンフラワー（ドーンキット→ドーンポー→ドーンフラワー）
名前の意味は「夜明けの花」
ミノウポーとペブルポーの母親
ウィロウシャイン（ウィロウキット→ウィロウポー→ウィロウシャイン）
薄灰色の雌猫
モスウィングの弟子
看護の技術をモスウィングから教えてもらい、リーフプールからスター族について教わった
子猫の頃に、ビーチポーを救った
名前の意味は「柳の輝き」
モスペルトの娘
ビーチポー（ビーチキット→ビーチポー）
ウィロウシャイン(当時ウィロウキット)に命を救ってもらった
名前の意味は「ブナ足」
ミノウポー
ドーンフラワーの娘で、ペブルポーの姉
子猫だけで冒険に行き、〈二本足〉の作ったおかしなものを食べてしまう
名前の意味は「小魚の足」
ペブルポー
ドーンフラワーの娘で、ミノウポーの妹
子猫だけで冒険に行き、〈二本足〉の作ったおかしなものを食べてしまう
名前の意味は「小石足」
フェザーテイル（フェザーキット→フェザーポー→フェザーテイル）
名前の意味は「羽の尻尾」
シルヴァーストリームの生き写しの、青い目をした、銀色の雌猫
グレーストライプとシルヴァーストリームの娘で、ストームファーの姉
クロウフェザーと恋をするが、一門のためにシャープトゥースと戦い、亡くなる
指導者はミスティスター
見習いの頃、2つの部族の血を引いていることからタイガースターに殺されそうになる。
ストームファー（ストームキット→ストームポー→ストームファー）
名前の意味は「嵐の毛」
琥珀色の目をした、灰色の雄猫
グレーストライプとシルヴァーストリームの息子で、フェザーテイルの弟
〈ラッシングウォーター一門〉のブルックと恋に落ち、一時期一門へ。その後リヴァー族に戻ってくるが、追い出されサンダー族に行く。その後また一門で暮らす。
フェザーテイル同様、タイガースターに殺されそうになる。
ブラッククロー（ブラックキット→ブラックポー→ブラッククロー）
名前の意味は「黒い爪」
ホークフロストの味方の雄猫
くすんだ灰色の雄猫
干ばつのときに亡くなる
ヘヴィーステップ（ヘヴィーキット→ヘヴィーポー→ヘヴィーステップ）
リヴァー族の長老
名前の意味は「重い足取り」
グリーンコフでなくなる
ホワイトクロー（ホワイトキット→ホワイトポー→ホワイトクロー）
リヴァー族の戦士
名前の意味は「白い爪」
サンダー族のグレーストライプと戦っている途中、崖から転落し、死亡
前足が白い、暗灰色の雄猫
グレーストライプ（グレーキット→グレーポー→グレーストライプ）
黄色い目をした、毛足の長い灰色の雄猫。
指導者はライオンハート。弟子はブラクンファー、ストームファー
子供はシルヴァーストリームとの間にフェザーテイルとストームファー。
サンダー族の元副長。
ファイヤスターの親友。
部族大移動の前に二本足にさらわれ、ミリーをつれて戻ってきた。
名前の意味は「灰色の縞」
一時期リヴァー族の一員となっていたが、裏切り行為でレパードスターに追い出されてサンダー族に戻ってくる。
ミリーとの間に、バンブルストライプ、ブラッサムフォール、ブライアーライト
グレープール
リヴァー族の長老
ミスティスターとストーンファーの母親代わりをしていた
タイガースターにより、殺される
名前の意味は「灰色の池」
琥珀色の目をした、灰色の雌猫
マッドファー
リヴァー族の看護猫
モスウィングの指導者
名前の意味は「泥毛」
薄茶色の雄猫
部族大移動の直前に亡くなる
シェイドペルト
リヴァー族の長老
大移動のとき、前の縄張りに残る
名前の意味は「影の毛」
ラウドベリー
リヴァー族の長老
大移動のとき、前の縄張りに残る
名前の意味は「大きなベリー」
タンブルキット
リヴァー族の子猫
ヴォウルトゥース
リヴァー族の戦士
弟子はミノウポー
名前の意味は「ハタネズミのヒゲ」
干ばつのときに亡くなる
スワローテイル
リヴァー族の長老
名前の意味は「ツバメの尻尾」
〈小魚が泳ぐ小川（ブルック）〉
元〈ラッシングウォーター一門〉の猫
ホークフロストに追い出される
ストーンストリーム
年老いた灰色の雄猫
名前の意味は「小石の小川」
グレーミスト
名前の意味は「灰色の霧」
淡い灰色のとら猫
リヴァー族の母猫
アイスウィング
青い目をした、白い雌猫
名前の意味は「氷の翼」
リヴァー族の母猫
リプルテイル
濃い灰色の雄猫
名前の意味は「さざなみしっぽ」
リヴァー族の代表として川の上流に行く
ビーバーにおそわれ殺される
ペタルファー
灰色と白の雌猫
名前の意味は「花びら毛」
リヴァー族の代表として川の上流に行く

## シャドウ族
下生えが少ない松林に暮らしている部族
タイガースター（タイガーキット→タイガーポー→タイガークロー→タイガースター）（サンダー族→シャドウ族）
病死したナイトスターの後任としてシャドウ族の族長となる。
ラギッドスター
雄猫
シャドウ族の元族長
イェローファングとの間に、ブロークンスター他二匹
ブロークンスターにより殺される
クローフェイス（クローキット→クローポー→クローフェイス）
黄色い目をした、茶色い雄猫
名前の意味は「爪の顔」
スポッティドリーフを殺した
グレーストライプに殺される
ラニングノウズ（ラニングキット→ラニングポー→ラニングノウズ）
小柄な、灰色と白色の雌猫。
看護猫。
名前の意味は「鼻垂れ」
指導者はイェローファング、弟子はリトルクラウド
アッシュファー（アッシュキット→アッシュポー→アッシュファー）
灰色の雄猫。
長老猫。
名前の意味は「灰色の毛」
イェローファングの友達
ナイトスター（ナイトキット→ナイトポー→ナイトペルト→ナイトスター）
年老いた、琥珀色の目をした、黒い雄猫。
名前の意味は「夜の星」
ブロークンスターがまだ生きていたため九生をもらいに行けず、まもなく病死。
トールポピー
とら柄の雌猫
名前の意味は「背の高いケシ」
子供はトードフット、マーシュキット、アップルファー
長老猫
ラシットファー（ラシットキット→ラシットポー→ラシットファー）
淡いショウガ色の雌猫
シャドウ族の副長
名前の意味は「赤褐色の毛」
ファイヤスターの八つ目の命を奪った直後、ライオンブレイズに殺される。
ナイトウィング（ナイトキット→ナイトポー→ナイトウィング）
名前の意味は「夜の羽」
スモークポーの母親
黒い雌猫
スモークポー（スモークキット→スモークポー）
ナイトウィングの息子
大移動の途中に死亡
灰色の見習い戦士
タロンポー（タロンキット→タロンポー）
名前の意味は「かぎ爪の足」
新しい住みかで飼い猫に襲われ、死亡
ロウワンクローの弟子
ブラックスター（ブラックキット→ブラックポー→ブラックフット→ブラックスター）
黄色い目をした、足だけ黒く大きい白い雄猫
タイガースターの仲間だった
ストーンファーを殺した
名前の意味は「黒い星」
ボウルダー
タイガースターをブラッド族の元へ案内した、元ブラッド族の雄猫。
青い目をした、耳がずたずたの痩せた灰色のとら猫
弟子はウェットフット
トーニーペルト（トーニーキット→トーニーポー→トーニーペルト）
名前の意味は「黄褐色の毛皮」
タイガースターとゴールデンフラワーの娘で、ブランブルクローの姉。ホークフロストとモスウィングの腹違いの姉
ブランブルクロー、スクワーレルフライト、ストームファー、フェザーテイル、クロウフェザーと共に、太陽の溺れる場所へ
ロウワンクローとの間に、フレームテイル、ドーンペルト、タイガーハート
元サンダー族で、その時の指導者はブラクンファー
タイガースターの娘ということから周りから批判されており、それが嫌になってサンダー族をでて父親のいるシャドウ族へ。
弟子はパインポー
ブライトフラワー（ブライトキット→ブライトポー→ブライトフラワー）
名前の意味は「明るい花」
白黒ぶちの雌猫
ブロークンスターに子供二匹を殺された
ウェットフット（ウェットキット→ウェットポー→ウェットフット）
灰色の虎猫
指導者はボウルダ―、弟子はオークポー
ブロークンスター（ブロークンキット→ブロークンポー→ブロークンテイル→ブロークンスター→ブロークンテイル）
シャドウ族の族長で、後にサンダー族の捕虜となる
ラギットスターとイェローファングの息子
名前の意味は「壊れた星」
オレンジ色の目をした、毛足の長い茶色いトラ猫
ラギットスターを殺して、族長となった。
サンダー族で捕虜となっているときの名は、ブロークンテイル（壊れたしっぽ）。
イェローファングに目を引っかかれ、全盲になる。
イェローファング（イエローキット→イエローポー→イエローファング）
名前の意味は「黄色い牙」
シャドウ族の看護猫だったが、ブロークンスターに追い出され、スポッティドリーフの後を継ぎ、サンダー族の看護猫となる
ラギットスターとの間にブロークンスター
指導者はセージウィスカー
オレンジの目をした、平らな顔の、灰色の雌猫
サンダー族に入ってからの弟子はシンダーペルト。
火事で煙を吸って亡くなる。
ドーンクラウド
シャドウ族の高齢のトラ柄の母猫
名前の意味は「夜明けの雲」
ウィンド族を高台の縄張りから追い出した時に、子猫を一匹失った
シンダーファー
ナイトスターに使える副長
ドブネズミによる病気で、最初に亡くなった
痩せた灰色の雄猫
名前の意味は「消し炭色の毛」
スタンピーテイル
シャドウ族の戦士
名前の意味は「ずんぐりとした尻尾」
ホワイトスロウト
名前の意味は「白い喉」
ドブネズミの病気流行中の時、リトルクラウドと共に、助けを求めサンダー族に来た
浮浪猫だった疑いがある
白黒の雄猫
サンダー道で怪物にはねられ死んだ。
リトルクラウド
シャドウ族の看護猫
名前の意味は「小さい雲」
水色の目をした、薄茶色のとら猫
指導者はラニングノウズ、弟子はフレームテイル
病にかかったとき、サンダー族のシンダーペルト（当時見習い）に助けてもらい、看護猫になると決意。
ジャッギットトゥース
シャドウ族の戦士
のちに裏切り、ブラッド族に
名前の意味は「ぎざぎざの歯」
こげ茶色の雄猫
シーダーハート
シャドウ族の長老
名前の意味は「ヒマラヤスギの心」
マーシュキット
トールポピーの子供
トードキットとアップルファーの兄弟
名前の意味は「沼地子猫」
トードフット
トールポピーの子供
マーシュキットとアップルファーの兄弟
名前の意味は「ヒキガエル足」
こげ茶色の雄猫
川の上流への旅に出る
アップルファー
トールポピーの子供
マーシュキットとトードフットの兄弟
名前の意味は「リンゴ毛」
暗黒の森で指導を受けていたが、部族とともに戦う。
ロウワンクロー
シャドウ族の戦士
名前の意味は「ナナカマドのかぎ爪」
トーニーペルトとの間に、タイガーハート、フレームテイル、ドーンペルト
弟子はアイヴィーテイル
シャドウ族の副長（ラシットファーの後任）
オークファー
シャドウ族の戦士
茶色い小柄な雄猫
名前の意味は「オーク色の毛」
スモークフット
名前の意味は「煙足」
黒い雄猫
弟子はアウルポー
アイヴィーテイル
黒と白と三毛の混ざった雌猫
名前の意味は「ツタ尻尾」
指導者はロウワンクロー
キンクファー
名前の意味は「もつれた毛」
ぼさぼさの毛の雌猫
スネークテイル
名前の意味は「蛇尻尾」
こげ茶色のとら猫
弟子はスコーチポー
スノウバード
真っ白な雌猫
名前の意味は「雪鳥」
タイガーハート
名前の意味は「トラの心」
こげ茶色の虎柄の雄猫。
川の上流への旅に出る
一時的にサンダー族のダヴウィングと恋仲であった。
トーニーペルトとロウワンクローの子供
兄弟はドーンペルト、フレームテイル
ドーンペルト
名前の意味は「夜明けの毛皮」
クリーム色の雌猫。
トーニーペルトとロウワンクローの子供
兄弟はタイガーハート、フレームテイル
フレームテイル
名前の意味は「炎のしっぽ」
看護猫
指導者はリトルクラウド
兄弟はタイガーハート、ドーンペルト
トーニーペルトとロウワンクローの子供
凍った湖の上で遊んでいて氷が割れ、ジェイフェザーが助けようとしたが溺れてしまい、亡くなる。

## ウィンド族
木の少ない荒地に暮らしている、小柄で足が速い部族
ワンスター(ワンキット→ワンポー→ワンウィスカー→ワンスター)
名前の意味は「ひとつ星」
ファイヤスターの旧友
茶色いぶち猫
族長になってからファイヤスターと張り合うようになる。
トールスター
白黒のぶちの雄猫。尻尾が長い。
ウィンド族の元族長。
前の名前はトールテイル
名前の意味は「背高星」
トーンイヤー（トーンキット→トーンポー→トーンイヤー）
名前の意味は「裂けた耳」
虎柄の雄猫
弟子はヘアスプリング
マッドクロー（マッドキット→マッドポー→マッドクロー）。
名前の意味は「泥の爪」
攻撃的な雄猫。サンダー族と敵対。
元ウィンド族の副長。
副長の座をワンスターに取られ、復讐を試みるがあえなく失敗。のちに、雷で倒れてきた木により死亡。
モーニングフラワー（モーニングキット→モーニングポー→モーニングフラワー）
三毛の雌猫
ゴースポーの母親
サンダー族と仲の良い猫
名前の意味は「朝の花」
シャドウ族になわばりを追われた時の帰り、ファイヤスターにゴースポーを運んでもらった。
ゴースポー（ゴースキット→ゴースポー）
モーニングフラワーの息子
ワンスターの弟子
子猫の頃、住処に帰る時にファイヤハートに運んでもらった
タイガースターに殺される
名前の意味は「ハリエニシダの足」
アッシュフット（アッシュキット→アッシュポー→アッシュフット）
灰色の雌猫
名前の意味は「灰色の足」
ウィンド族の副長
デッドフットとの間にクロウフェザー、イーグルキット、ヒルキット、ダウンキット。
クロウフェザー（クロウキット→クロウポー→クロウフェザー）
名前の意味は「カラスの羽」
名前のフェザーはフェザーテイルからもらった。
黒っぽい灰色の雄猫
サンダー族のブランブルクロー、スクワーレルフライト、リヴァー族のストームファー、フェザーテイル、シャドウ族のトーニーペルトと共に、太陽の溺れる場所まで旅をする。
リヴァー族のフェザーテイルと想い合うが、彼女が死んでしまう
のちにサンダー族のリーフプールと恋に落ち、二匹で部族を抜け出すが、アナグマから仲間を救うために分かれる
指導者はマッドクロー
弟子はヘザーテイル
母親はアッシュフット。父親はデットフット。兄妹はダウンキット、ヒルキット、イーグルキット。
ナイトクラウドとの間にブリーズペルト
実はリーフプールとのあいだにも子どもがいて名前はライオンブレイズ、ホリーリーフ、ジェイフェザー。
ラニングブルック（ラニングキット→ラニングポー→ラニングブルック）
薄灰色の雌猫
名前の意味は「垂れた小川」
デットフット（デットキット→デットポー→デットフット）
片方の足のねじれた、黒い雄猫
ウィンド族の副長
アッシュフットとの間にクロウフェザー、ダウンキット、ヒルキット、イーグルキット。
名前の意味は「動かない足」
ラッシュテイル（ラッシュキット→ラッシュポー→ラッシュテイル）
ウィンド族の長老
バークフェイス（バークキット→バークポー→バークフェイス）
名前の意味は「樹皮の顔」
尻尾の短い、茶色の雄猫
ウィンド族の看護猫
弟子はケストレルフライト
ウェブフット
名前の意味は「クモの巣の足」
ウィンド族の戦士
濃い灰色のとら柄の雄猫
ゴーステイル
ウィンド族の戦士
青い目をした、淡い灰色と白の雌猫
名前の意味は「ハリエニシダのしっぽ」
ティスルキット、セッジキット、スワロウキットの母親
ダークフット
名前の意味は「黒い足」
ウィンド族の母猫
ナイトクラウド
名前の意味は「夜の雲」
ウィンド族の母猫
クロウフェザーとの間に、ブリーズペルト。
ホワイトテイル
名前の意味は「白い尻尾」
ウィンド族の雌猫
弟子はブリーズペルト
川の上流への旅に出る
セッジウィスカー(セッジキット→セッジポー→セッジウィスカー)
名前の意味は「スゲのひげ」
ウィンド族の雌猫
川の上流への旅に出る
アウルウィスカー
ウィンド族の戦士
名前の意味は「フクロウの髭」
ウィーゼルファー
名前の意味は「いたちの毛」
ウィンド族の戦士
ショウガ色の雄猫
ヘアスプリング
名前の意味は「跳ねる野ウサギ」
茶色と白の雄猫
エンバーフット
名前の意味は「燃えさし足」
黒っぽい足をした、灰色の雄猫
弟子はサンポー

## スター族
先祖の猫達で構成されている、空を走り狩りをする部族。
生きていたころの部族間の境界線はない。
空に瞬く星の一つ一つがスター族の猫だといわれている。
各部族の族長や看護猫にお告げをする。
スター族を信じないものには関わることができない。

## ブラッド族
獲物の少ない町で暮らしている部族
スカージ（災い）
小柄な黒い雄猫。片足が白い。ブラッド族の族長。
子ども時代はタイニー（tiny：ちび）という名前だった。その由来は逆子だったため。
母（クインス）だけが優しくするものの、兄弟（姉：ルビー、兄：ソックス）にいじめられる。ちなみに、父の名前はジェーク。
ある日、家族皆が寝てる時に抜け出し、森へ行き冒険するものの誰にも信じてもらえなかった。
そして引き取られる日が来、“誰にも引き取られなかったら川に捨てる”と脅されるものの、結局誰にも引き取られずに家族が怖くなり逃げ出し、森へ行く。そこで、ブルーファー（若き日のブルースター）とティスルクロー、そしてその弟子のタイガーポー（後のタイガースター）と出会う。
ブルーファーは反対したものの、ティスルクローがタイガーポーをタイニーと戦わせ、タイニーはズタズタにされる。
家族のもとにも帰れず、街を彷徨うタイニーは犬の歯を見つけ、首輪を取ろうとするものの、失敗し首輪に刺さってしまう。（臭くて喉を締め付けるため首輪を取りたかったが、怖かった。）
それ以来、犬を倒したと勘違いされ崇められる事になる。また、ボウンとブリックに犬を追い払って欲しいと頼まれる。
運良くタイニーの影に驚き犬は逃げてしまう。
その時以来、タイニーという名を改名してスカージと名乗るようになり、ブラッド族のボスとなる。
タイガーポーへの復讐心へ燃えることになる。
その後、タイガースター率いるトラ族（トラ族＝シャドウ族とリヴァー族）とブラッド族が協力関係になるものの、タイガースターに指図された事によりタイガースターを一撃で仕留める。
その後、森のすべてを支配しようと企むものの、ファイヤスター率いるライオン族(サンダー族とウィンド族)に阻まれ、スカージ自身もファイヤスターに殺される。
ボウン(骨)
白黒のぶちの大柄な雄猫。ブラッド族の副長。ホワイトストームを殺した直後、ブランブルポー、トーニーポー、ストームポー、フェザーポー、アッシュポーによって殺される。
ジャギッドトゥース
元シャドウ族の戦士

## 〈ラッシング・ウォーター一門〉
山の中の滝の裏にある洞窟に住む。独特の文化を持っている。
4部族でのスター族にあたる、〈エンドレス・ハンティング一門〉を信仰している。
石読み
〈ラッシングウォーター一門〉の医師であり族長でもある。
〈小魚が泳ぐ小川（ブルック）〉
〈ラッシング・ウォーター一門〉の獲物取り。
リヴァー族のストームファーと恋をするが石読みにストームファーと共に追い出され、サンダー族の猫になるも、ストームファーと一門に戻る。
〈ワシが巣を作る岩（クラッグ）〉
〈ラッシング・ウォーター一門〉の洞窟番
〈水面に輝く星（スター）〉
〈ラッシング・ウォーター一門〉の洞窟番
シャープトゥースの餌食になる
〈舞い降りるワシのかぎ爪（タロン）〉
〈ラッシング・ウォーター一門〉の洞窟番
ブルックの兄
シャープトゥースを倒すために送り出される
〈サギのとまるぎざぎざの岩（ジャグ）〉
〈ラッシング・ウォーター一門〉の猫
シャープトゥースを倒すために送り出される
〈風に向かって飛ぶ鳥（バード）〉
〈ラッシング・ウォーター一門〉の猫
シャープトゥースを倒すために送り出される
〈星のない夜（ナイト）〉
〈ラッシング・ウォーター一門〉の猫
〈日の光がきらめく霧（ミスト）〉
〈ラッシングウォーター一門〉の猫
＜水面に映った翼の影（ウィング）＞
灰色と白の雌猫
〈ラッシング・ウォーター一門〉の獲物取り
〈冬空の下の岩くず（スクリー）〉
〈ラッシングウォーター一門〉の猫
ストームファー（ストームキット→ストームポー→ストームファー）
〈ラッシング・ウォーター一門〉の猫
元リヴァー族の戦士
灰色の雄猫
名前の意味は「嵐の毛」
グレーストライプとシルヴァーストリームの息子。フェザーテイルの弟
〈ラッシング・ウォーター一門〉のブルックに恋をし、一時的に一門の仲間入りをするがブルックと共に石読みに追い出され、サンダー族の猫になるも、ブルックと一門に戻る。
＜夜明け前の灰色の空（グレー）＞
＜ラッシング・ウォーター一門＞の獲物取り
淡い灰色の雄猫
＜滝のそばの険しい道（シーア）＞
〈ラッシング・ウォーター一門〉の猫
こげ茶色の雄猫

## 飼い猫
プリンセス
ファイヤスターの姉。
母親はナツメグ、父親はジェーク
兄妹はフィール、ルナ、トミー、ファイヤスター
オリバーとの間にクラウドテイル、リヴィ、ザック、テイラー、ナミ
自分の子供の一匹、クラウドテイル(当時クラウドキット)を当時戦士だったファイヤスターに託す。
名前の意味は「姫」
白い足と肩をした薄茶色の虎猫
スマッジ
琥珀色の目をした、白黒のぶちの雄猫。太っている。
名前の意味は「しみ」
ラスティーの幼馴染
森を怖がる
ヘンリー
とら柄の猫。
獣医にかかる前に、一度森に行ったことがあり、コマドリを捕まえた。
ラスティーの知り合い
フロス
牧場に住む雌猫
スモーキーの妹で、子供がいる
スモーキー
灰色の雄猫で、デイジーのつれあい。
牧場に残ることを選んだ。
コウディ
ラスティを昔飼っていた家に引き取られた新しい雌猫
茶色いトラ柄の毛皮で、目は青。
飼い猫だが、〈二本足〉の仕掛けた罠につかまり、一時的にサンダー族にいた
バーチフォール（当時のバーチキット）を育てた
リーフプールの友達
子供をすべて〈二本足〉に奪われたことがある

## 単独猫
バーリー
白黒のぶちの雄猫。
森の近くの農場にレイヴンポーと一緒に住んでいる。
名前の意味は「大麦」
元ブラッド族。
姉の名はバイオレット。
レイヴンポー
緑色の目をした、黒色のつややかな毛の雄猫。
指導者はタイガークロー。
ファイヤスター、グレーストライプの見習い時代の親友。
昔の森の近くの農場にバーリーと一緒に住んでいる。
名前の意味は「カラス足」
見習い猫だったが、タイガークローの裏切りを知っていたためにタイガークローに殺されそうになったため、単独猫になった。
パーディー
太った白黒ぶちの年老いた雄猫。
海の近くの森に住んでいたがサンダー族に誘われ仲間入りする。
お告げを受けて旅してきた猫たちの道案内をする
少し方向音痴

## 浮浪猫
ブロークンテイル（ブロークンキット→ブロークンポー→ブロークンテイル→ブロークンスター→ブロークンテイル）
とら柄の雄猫。毛足が長い。
イエローファングとラギッドスターの子供。指導者や弟子は不明。
名前の意味は「壊れた尻尾」
姉が2人いたがどちらもすぐに死んだ。
イエローファングが看護猫だったため他の猫（リザードストライプ）に育てられた。
野望に導かれ、父親で族長のラギッドスターを殺し族長となる。三ヶ月の子猫を見習いにし、六ヶ月で戦士に仕立て上げた。当然、かなりの猫が死んでしまった。
また、ナイトスターら長老を追い出したが、逆にサンダー族と協力した長老たちにブラックフットたちとシャドウ族から追い出され、浮浪猫になる。
サンダー族を仲間と襲ったがイエローファングに目を引っかかれ全盲になる。
タイガースター(当時タイガークロー)と協力し、浮浪猫の仲間とともにまたサンダー族を襲ったが、タイガースターは失敗。自身も最後の命となった。
しかし、その直後にイエローファングに死のベリーを食べさせられ、最後の命もすぐに終えた。
その後はタイガースターたちと同じくスター族のもとへは行ってない。
一時期サンダー族の捕虜だった
ブラックスター（ブラックキット→ブラックポー→ブラックフット→ブラックスター）
白い雄猫。足が黒色で大きい。
シャドウ族の元副長。
名前の意味は「黒足」
のちのシャドウ族の族長
サーシャ
タイガースターとの間に、ホークフロスト、モスウィング、タッドポール
タッドポールは洪水で亡くなってしまう
〈二本足〉に捕まったことがある
クローフェイス
元シャドウ族の戦士
ロウワンベリーとの間にスタンピーテイル、シンダーファー
ブロークンテイルの部下で、スポッティドリーフを殺した
グレーストライプがかたきをとる
コウル
〈二本足〉に捕まったことがある。その時にリーフプールに怪我を治してもらった
ボウルダー
タイガークローの浮浪猫仲間で、元ブラッド族、が、のちにシャドウ族に仲間入り
ジャギットトゥース
タイガークローの浮浪猫仲間
シャドウ族で生まれ、浮浪猫となり、またシャドウ族の戦士に戻るが、のちにブラッド族に仲間入り
名前の意味は「ぎざぎざの歯」
タイガークロー
ブルースターを殺そうとしたため、サンダー族を追い出され、浮浪猫に
その時に仲間を率いてサンダー族のパトロール隊を襲い、ラニングウィンドを殺した
のちのシャドウ族族長
名前の意味は「虎の爪」
イェローファング
ブロークンスターに子猫殺しの罪を着せられ、シャドウ族を追い出された。
オレンジっぽい黄色い目をした平たい顔をした濃い灰色の雌猫で、
当時見習いだったファイヤスターに見つかり、サンダー族の捕虜となる
のちにサンダー族の看護猫となる
名前の意味は「黄色い牙」